# Frank Gill

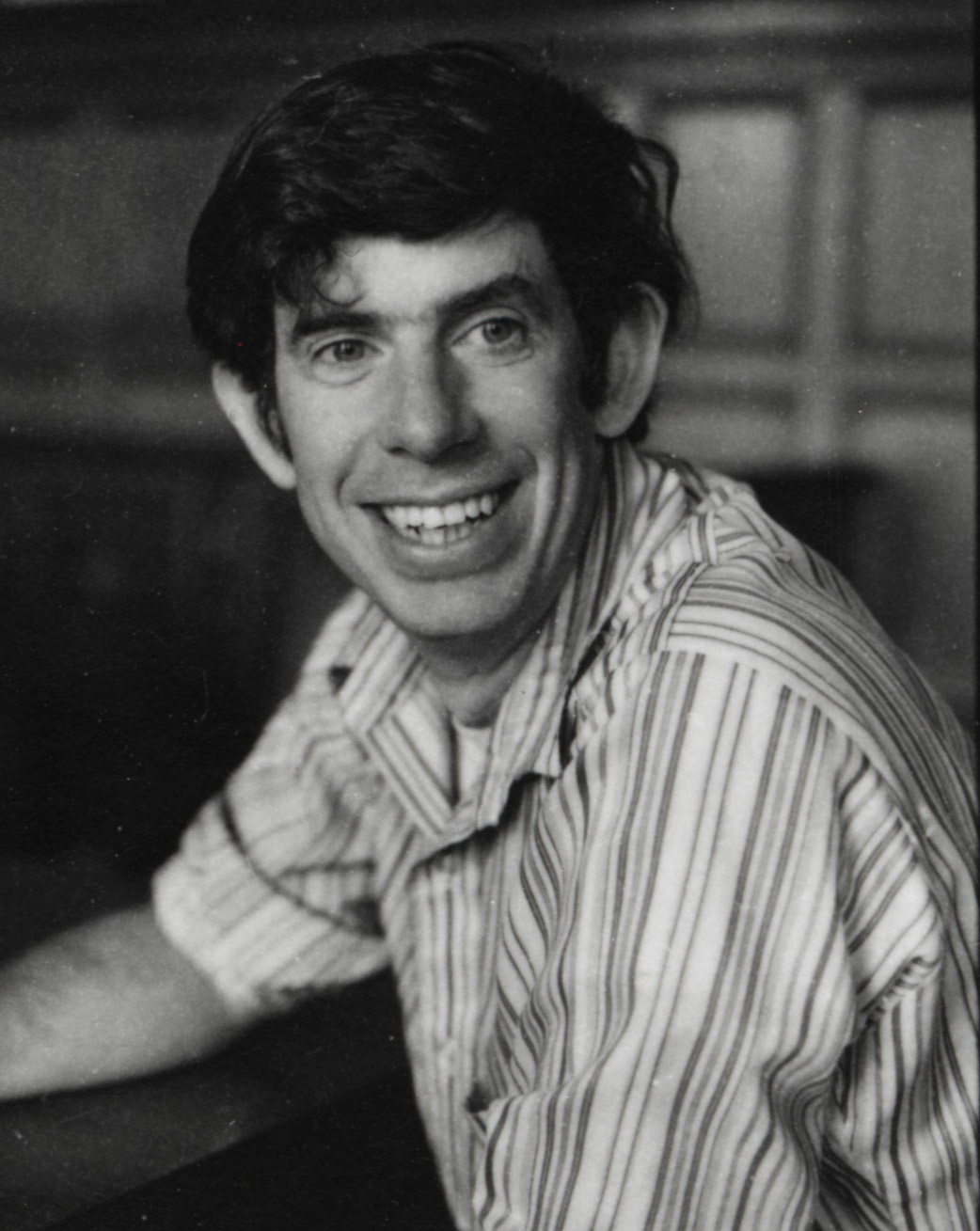
Frank Gill (1974)

Frank Bennington Gill (* 2. Oktober 1941 in New York City) ist ein US-amerikanischer Ornithologe mit weltweiten Forschungsinteressen und Erfahrungen in der Vogelbeobachtung.

## Leben und Wirken
Gill wuchs in Teaneck, New Jersey auf. Im Alter von sieben Jahren wurde sein Interesse an Vögeln geweckt, als ihm sein Großvater Frank Rockingham Downing eine Singammer bei einem Vogelbad zeigte.
Nach dem Gill 1969 zum Ph.D. in Zoologie an der University of Michigan promovierte, trat er der ornithologischen Abteilung der Academy of Natural Sciences in Philadelphia bei. Seine Dissertationsarbeit trug den Titel Intra-insular variation in the Mascarene White-eye, Zosterops borbonica (Aves). Von 1969 bis 1995 war er Vollzeit-Mitarbeiter der Akademie, wo er während seiner Amtszeit verschiedene Positionen bekleidete. Darunter waren der Vorsitz der Abteilung für Ornithologie und die Vizepräsidentschaft der Abteilung für Systematik und Evolutionsbiologie. Weiter leistete Gill einen wesentlichen Beitrag zur Etablierung der Academy of Natural Sciences als eines der führenden ornithologischen Forschungszentren in den Vereinigten Staaten. Hierzu zählten vor allem seine Arbeit als Gründungsdirektor des 1979 ins Leben gerufenen VIREO-Programms (Visual Resources for Ornithology) und seine Enzyklopädie Birds of North America, Life Histories for the 21st Century, die auch online auf der Website des Cornell Lab of Ornithology verfügbar ist. 1988 wurde Gill mit der Eisenmann Medal der Linnean Society of New York ausgezeichnet. Seit 1996 arbeitet er als wissenschaftlicher Mitarbeiter für die Academy of Natural Sciences.
Von 1998 bis 2000 war Gill Präsident der American Ornithologists’ Union (AOU). 1998 erhielt er „für seine Forschung und seine immensen Dienste für die Vögel und die ornithologische Gemeinschaft“ die William-Brewster-Medaille der AOU. Daneben ist er gewähltes Mitglied des International Ornithological Congress, wo er bis 2020 neben Pamela C. Rasmussen und David Brewer die IOC World Bird List als Redaktionsleiter betreute. Zu Gills bekanntesten Werken zählen Ornithology (1990, 1994 und 2006) und Birds of the World: Recommended English Names, das 2006 in Zusammenarbeit mit Minturn Tatum Wright III entstand.
1996 wurde Gill Senior-Vizepräsident und Director of Science der National Audubon Society, eine Position, die er bis 2004 bekleidete. 2007 wurde er in den Verwaltungsrat der National Audubon Society gewählt, wo er als leitender Ornithologe arbeitet.